# Бай Лін
Бай Лін (кит. 白灵, пін. Bái Líng; 10 жовтня 1966, Ченду) — сучасна китайсько-американська актриса. Відома своїми роботами в таких фільмах як «Ворон», «Червоний кут», «Дикий дикий Захід» і в серіалах «Оточення» і «Загублені». У 2011 році вона з'явилася в п'ятому сезоні телевізійного реаліті-шоу «Реабілітація знаменистості» з доктором Дрю, яка допомагала одужувати їй від алкогольної залежності.

## Життєпис
Народилася у м.Ченду, провінція Сичуань. Їй дали ім'я Лін — що можна перекласти як «кмітлива, розумна». Її батько був музикантом, мати — балериною, сценічної актрисою, а пізніше — викладачем в Університеті Сичуань. Лін розповідає, що в дитинстві була дуже скромною дитиною і рано зрозуміла, що найкраще їй вдається виражати свої почуття, граючи на сцені. Вона якось сказала, що артистичні дані дозволили їй ігнорувати помилкові правила, які нав'язувалися суворим китайським суспільством. У 14 років Лін співала у шкільному хорі. Вдома їй не сиділося, коли дозволив вік, вона завербувалася до Китайської Народно—Визвольної Армії, де провела три роки у загоні артистів, які розважали солдатів, розміщених у Тибеті.
Потім якийсь час провела в психіатричній лікарні. Хоча зараз вона здорова, але періодично, незважаючи на свої твердження «я не божевільна», Бай Лін часто заявляє, що її рідний будинок на Місяці, де живе її бабуся. «Я не в цьому світі. Я живу у своєму власному всесвіті і мої думки за мільйони миль звідси».

## Кар'єра
Наприкінці 1980-х років стала актрисою в столичному театрі, в Пекіні. У 1985 році відбувся її кінодебют у фільмі «On The Beach», де вона зіграла працівницю на фабриці, яку проти її бажання хотіли видати за двоюрідного брата. Потім Лін підробляла моделлю, знімаючись для підпільних календарів і журналів з оголеними грудьми.
У 1989 році вона взяла участь в акціях протесту, в 1991 році їй довелося емігрувати до США. Вона оселилася в Нью-Йорку, вчилася на акторських курсах, незабаром знайшла роботу в Голлівуді. Її першою англомовною роллю в 1994 році був негативний персонаж — зведеної сестри і коханка головного антигероя у фільмі «The Crow» («Ворон»).
У 1998 році журнал «People» опублікував її ім'я в списку «50 найкрасивіших людей світу». У 1999 році для ролі у фільмі «Анна і Король» Лін збрила наголо своє волосся, довжина яких становила майже метр. Вона знімалася для заключного епізоду саги «Зоряні війни: Помста Сітхів», але сцени з її участю були вирізані. Лін наполягає, що виною тому послужила її скандальна фотосесія для журналу «Playboy», яка збіглася з виходом «Зоряних воєн» в травні 2005 року, де вона з'явилася абсолютно голою, але режисер Джордж Лукас спростовує її слова і говорить, що монтаж фільму був завершений ще за рік до цього. Її останньою на сьогоднішній день кінороботою стала роль у серіалі «Залишитися у живих».

## Скандал
У березні 2008 року була заарештована за звинуваченням крадіжки 2 батарейок і журналів — у Лос-Анджелеському Міжнародному Аеропорту. Наприкінці 2008 року Бай Лін була помічена під руку зі співаком Марк Теренцій, який місяцем раніше заявив про початок процесу розлучення зі співачкою Сарою Коннор. Водночас вона відома своєю бісексуальністю.

## Вибрана фільмографія

### Кіно
| Рік  | Фільм                                | Оригінальна назва                                  | Роль                                 |
| ---- | ------------------------------------ | -------------------------------------------------- | ------------------------------------ |
| 1994 | Ворон                                | англ. The Crow                                     | Міка                                 |
| 1995 | Ніксон                               | англ. Nixon                                        | перекладач                           |
| 1997 | Червоний кут                         | англ. Red Corner                                   | Шень Юлін                            |
| 1999 | Анна та Король                       | англ. Anna and the King                            | Туптім                               |
| 1999 | Дикий, дикий Вест                    | англ. Wild Wild West                               | міс Мей Лі Іст                       |
| 2001 | Забійний футбол                      | кит.: 少林足球                                     | Муї                                  |
| 2002 | Віртуальний шторм                    | англ. Storm Watch                                  | Скайлар                              |
| 2003 | Таксі 3                              | фр. Taxi 3                                         | Кіу                                  |
| 2004 | Небесний капітан і світ майбутнього  | англ. Sky Captain and the World of Tomorrow        | таємнича жінка                       |
| 2004 | Пельмені                             | кит.: 餃子                                         | Мей                                  |
| 2005 | Зоряні війни: Помста ситхів          | англ. Star Wars: Episode III – Revenge of the Sith | сенатор Бана Брієму (видалена сцена) |
| 2005 | Едмонд                               | англ. Edmond                                       | дівчина                              |
| 2006 | Марнотратники життя                  | англ. Man About Town                               | Барбі Лінг                           |
| 2007 | Жити або померти                     | англ. Living & Dying                               | Надя                                 |
| 2007 | Покоління генів                      | англ. The Gene Generation                          | Мішель                               |
| 2007 | Дівчина з Шанхаю                     | англ. Shanghai Baby                                | Коко                                 |
| 2009 | Адреналін 2: Висока напруга          | англ. Crank: High Voltage                          | Рія                                  |
| 2010 | Убивство у Вегасі                    | англ. Magic Man                                    | Саманта                              |
| 2010 | Лист щастя                           | англ. Chain Letter                                 | Джаі Фам                             |
| 2017 | Акулячий торнадо 5: Глобальне роїння | англ. Sharknado 5: Global Swarming                 | Міра                                 |
| 2017 | Максимальний удар                    | англ. Maximum Impact                               | Мелані Скенлон                       |

#### Телебачення
| Рік  | Назва                 | Оригінальна назва          | Роль            | Примітка                                                         |
| ---- | --------------------- | -------------------------- | --------------- | ---------------------------------------------------------------- |
| 1993 | Дороговказне світло   | англ. Guiding Light        | Лін             | Епізод #1.11946                                                  |
| 2000 | Енджел                | англ. Angel                | Джейра          | Епізод: "She"                                                    |
| 2000 | Дика сімейка Тонберів | англ. The Wild Thornberrys | панда / Мей-Мей | Епізоди: "Black and White and Mom All Over" та "Dragon Me Along" |
| 2001 | Король Мавп           | англ. The Monkey King      | Ґуаньїнь        | Епізоди: "Part 1" та "Part 2"                                    |
| 2005 | Антураж               | англ. Entourage            | Лі Лей          | Епізод: "Chinatown"                                              |
| 2007 | Загублені             | англ. Lost                 | Акара           | Епізод: "Stranger in a Strange Land"                             |
| 2012 | Гаваї 5.0             | англ. Hawaii Five-0        | Есмеральда      | Епізод: "Popilikia"                                              |